# Siemiatycze (comune rurale)
Siemiatycze è un comune rurale polacco del distretto di Siemiatycze, nel voivodato della Podlachia.
Ricopre una superficie di 227,14 km² e nel 2004 contava 6 546 abitanti.
Il capoluogo è Siemiatycze, che non fa parte del territorio ma costituisce un comune a sé.

## Villaggi
Nel comune rurale di Siemiatycze si trovano i seguenti villaggi:
- Anusin
- Baciki Bliższe
- Baciki Dalsze
- Baciki Średnie
- Boratyniec Lacki
- Boratyniec Ruski
- Cecele
- Czartajew
- Grzyby-Orzepy
- Hałasówka
- Hryćki
- Kadłub
- Kajanka
- Klekotowo
- Kłopoty-Bańki
- Kłopoty-Bujny
- Kłopoty-Patry
- Kłopoty-Stanisławy
- Klukowo
- Korzeniówka Duża
- Korzeniówka Mała
- Krasewicze-Czerepy
- Krasewicze-Jagiełki
- Krupice
- Kułygi
- Lachówka
- Laskowszczyzna
- Leszczka
- Ogrodniki
- Olendry
- Ossolin
- Rogawka
- Romanówka
- Siemiatycze-Stacja
- Skiwy Duże
- Skiwy Małe
- Słochy Annopolskie
- Stare Krasewicze
- Stare Moczydły
- Szerszenie
- Tołwin
- Turna Duża
- Turna Mała
- Wiercień Duży
- Wiercień Mały
- Wólka Biszewska
- Wólka Nadbużna
- Wyromiejki
- Zalesie